# Don Cornell
Don Cornell (* 21. April 1919 in New York; † 23. Februar 2004 in Aventura, Florida; eigentlich Luigi Francisco Varlaro) war ein bekannter US-amerikanischer Sänger der 1940er und 1950er.
Cornell startete seine musikalische Laufbahn zusammen mit dem Trompeter Red Nichols und  Sammy Kaye, dem Leiter einer Big Band. Als Solokünstler verkaufte Cornell weltweit mehr als 50 Millionen Platten. Seine erfolgreichste Zeit war von 1952 bis 1955, als er sieben Top-20-Hits in den US-Charts hatte. Mit der Single Hold My Hand belegte er im Herbst 1954 für fünf Wochen Platz 1 der britischen Charts. 1993 wurde er in die Big Band Hall of Fame aufgenommen.
Don Cornell starb am 23. Februar 2004 im Alter von 84 Jahren an einem Emphysem und fortgeschrittenem Diabetes.

## Hits
(Angegeben sind die Erscheinungsjahre und die höchste Platzierung in den US-Charts.)
- It Isn’t Fair
- I’m Yours 1952 – # 5
- I’ll Walk Alone 1952 – # 7
- Hold My Hand 1954 – # 5
- Stranger in Paradise